# UFC 43
UFC 43: Meltdown（ユーエフシー・フォーティスリー：メルトダウン）は、アメリカ合衆国の総合格闘技団体「UFC」の大会の一つ。2003年6月6日、ネバダ州ラスベガスのトーマス&マック・センターで開催された。

## 大会概要
メインイベントでは、UFC世界ライトヘビー級王者ティト・オーティズが防衛戦を行えないことから、ランディ・クートゥアとチャック・リデルによる暫定王座決定戦が行われ、クートゥアがリデルをTKOで降し、UFC世界ライトヘビー級暫定王座を獲得すると同時に、UFC史上初の2階級制覇を達成した。

## 試合結果

### プレリミナリィカード
第1試合 ヘビー級 5分3R
○  ペドロ・ヒーゾ vs.  トレイ・テリグマン ×
2R 4:24 TKO（ドクターストップ：額のカット）
第2試合 ミドル級 5分3R
○  ファラニコ・ヴァイタレ vs.  マット・リンドランド ×
1R 1:56 TKO（レフェリーストップ：スラム）
第3試合 ヘビー級 5分3R
○  フランク・ミア vs.  ウェス・シムズ ×
1R 2:55 失格（踏みつけ）

### メインカード
第4試合 ヘビー級 5分3R
△  ヴァーノン・"タイガー"・ホワイト vs.  イアン・フリーマン △
3R終了 判定1-1（30-27、28-29、29-29）
第5試合 ライトヘビー級 5分3R
○  ビクトー・ベウフォート vs.  マービン・イーストマン ×
1R 1:07 TKO（レフェリーストップ：右膝蹴り→パウンド）
第6試合 ライト級 5分3R
○  イーブス・エドワーズ vs.  エディ・ルイス ×
3R終了 判定3-0（30-27、30-27、30-27）
第7試合 ヘビー級 5分3R
○  キモ vs.  タンク・アボット ×
1R 1:59 肩固め
第8試合 UFC世界ライトヘビー級暫定王座決定戦 5分5R
○  ランディ・クートゥア vs.  チャック・リデル ×
3R 2:39 TKO（レフェリーストップ：マウントパンチ）
※クートゥアが王座獲得に成功